# Гиббонс, Стелла
Сте́лла Дороте́я Ги́ббонс (англ. Stella Dorothea Gibbons; 5 января 1902, Лондон — 19 декабря 1989, там же) — английская писательница: романистка, поэтесса, журналистка. Получила широкую известность благодаря своему первому роману «Неуютная ферма» (1932), впоследствии неоднократно переиздававшемуся. Несмотря на более чем полувековую активность в качестве писательницы, ни одна из её последующих работ не достигла такого же успеха, как это произошло с «Неуютной фермой»; большая их часть до недавнего времени не переиздавалась.
Выросшая в семье врача, Гиббонс провела детство в бурной и часто несчастливой обстановке. После учёбы в школе она училась на журналиста; в этой роли она сотрудничала, в частности, с газетой Evening Standard и журналом The Lady. Её литературный дебют — вышедший в 1930 году сборник стихов «Горный зверь» — был хорошо принят критиками; сама же Гиббонс всю последующую жизнь позиционировала себя как поэта, нежели как романиста. За исключением «Неуютной фермы», — сатиры на популярный в конце 20-х годов жанр «провинциального романа», — романы Гиббонс отражают жизнь среднего класса предместий, с которым она была знакома.
В 1950 году Гиббонс стала членом Королевского литературного общества. Критики отмечают в её стиле характерные обаяние, колючий юмор и склонность к детализации, что привело к сравнению с Джейн Остин. Успех «Неуютной фермы» оказал значительное влияние на последующие карьеру Гиббонс и её восприятие; как считают критики, немалую роль в этом сыграла отстранённость Гиббонс от литературной жизни, граничащая с известной долей презрения.

### Романы
- Cold Comfort Farm[англ.] (неопр.). — London: Longmans, 1932.
- Bassett (неопр.). — London: Longmans, 1934.
- Enbury Heath (неопр.). — London: Longmans, 1935.
- Miss Linsey and Pa (неопр.). — London: Longman, 1936.
- Nightingale Wood (неопр.). — London: Longmans, 1938.
- My American (неопр.). — London: Longmans, 1939.
- The Rich House (неопр.). — London: Longmans, 1941.
- Ticky (неопр.). — London: Longmans, 1943.
- The Bachelor (неопр.). — London: Longmans, 1944.
- Westwood, or The Gentle Powers (неопр.). — London: Longmans, 1946.
- The Matchmaker (неопр.). — London: Longmans, 1949.
- Conference at Cold Comfort Farm (неопр.). — London: Longmans 1949.
- The Swiss Summer (неопр.). — London: Longmans, 1951.
- Fort of the Bear (неопр.). — London: Longmans, 1953.
- The Shadow of a Sorcerer (неопр.). — London: Hodder and Stoughton[англ.], 1955.
- Here Be Dragons (неопр.). — London: Hodder and Stoughton, 1956.
- White Sand and Grey Sand (неопр.). — London: Hodder and Stoughton, 1958.
- A Pink Front Door (неопр.). — London: Hodder and Stoughton, 1959.
- The Weather at Tregulla (неопр.). — London: Hodder and Stoughton, 1962.
- The Wolves Were in the Sledge (неопр.). — London: Hodder and Stoughton, 1964.
- The Charmers (неопр.). — London: Hodder and Stoughton, 1965.
- Starlight (неопр.). — London: Hodder and Stoughton, 1967.
- The Snow Woman (неопр.). — London: Hodder and Stoughton, 1968. — ISBN 0-340-04264-8.
- The Woods in Winter (неопр.). — London: Hodder and Stoughton, 1970. — ISBN 0-340-10570-4.
- Pure Juliet (formerly  An Alpha ) (неопр.). — London: Vintage Classics[англ.], 2016. — ISBN 978-1-78487-027-0.
- The Yellow Houses (неопр.). — London: Vintage Classics, 2016. — ISBN 978-1-78487-028-7.

### Рассказы
- Roaring Tower and other stories (неопр.). — London: Longmans, 1937.
- Christmas at Cold Comfort Farm  and other stories (англ.). — London: Longmans, 1940.
- Beside the Pearly Water (неопр.). — London: Peter Nevill, 1954.

### Книги для детей
- The Untidy Gnome (неопр.). — London: Longmans, 1935.

### Стихи
- The Mountain Beast (неопр.). — London: Longmans, 1930.
- The Priestess and other poems (неопр.). — London: Longmans, 1934.
- The Lowland Venus (неопр.). — London: Longmans, 1938.
- Collected Poems (неопр.). — London: Longmans, 1950.

### Издания на русском языке
- С. Гиббонс. Неуютная ферма / пер. Е. Доброхотовой-Майковой. — М.: АСТ, 2015. — 254 с. — ISBN 978-5-17-085269-7